# Koleba

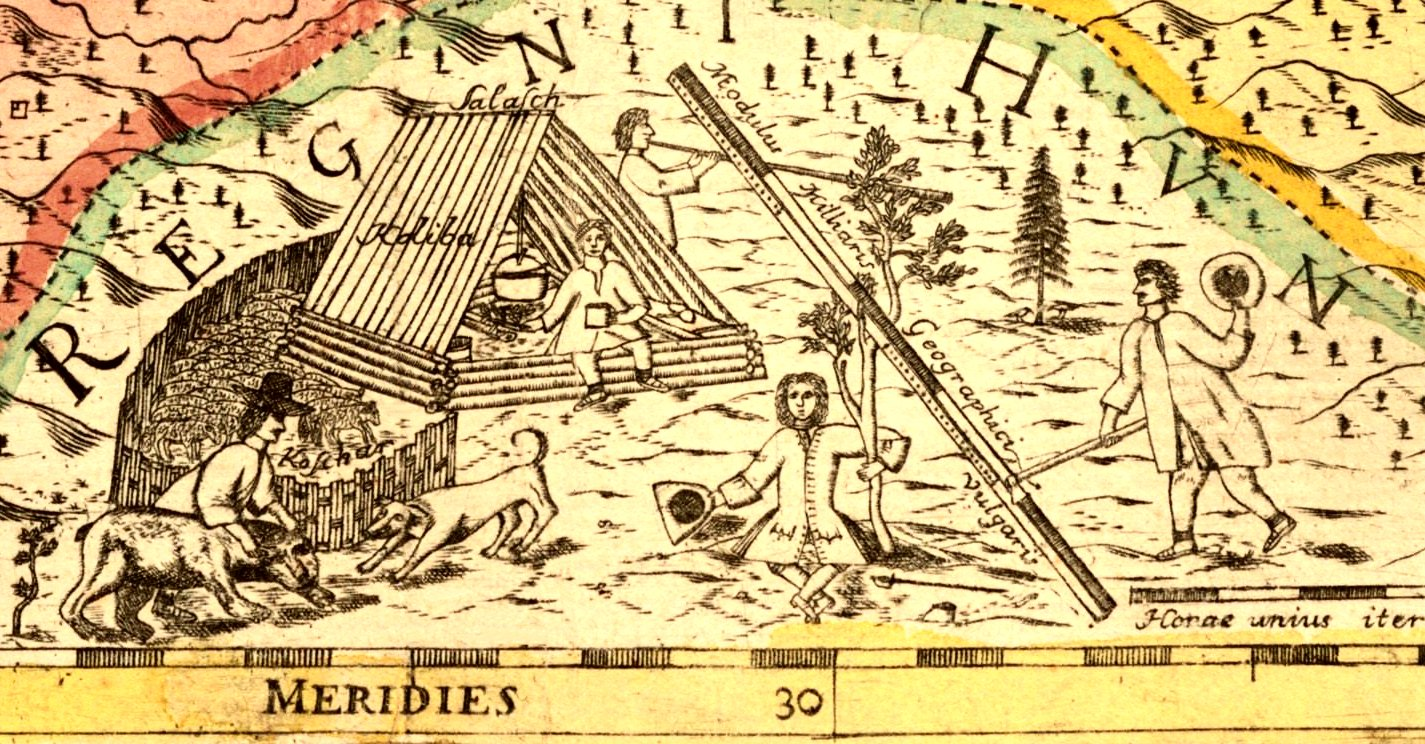
Koliba beskidzka- rok 1724

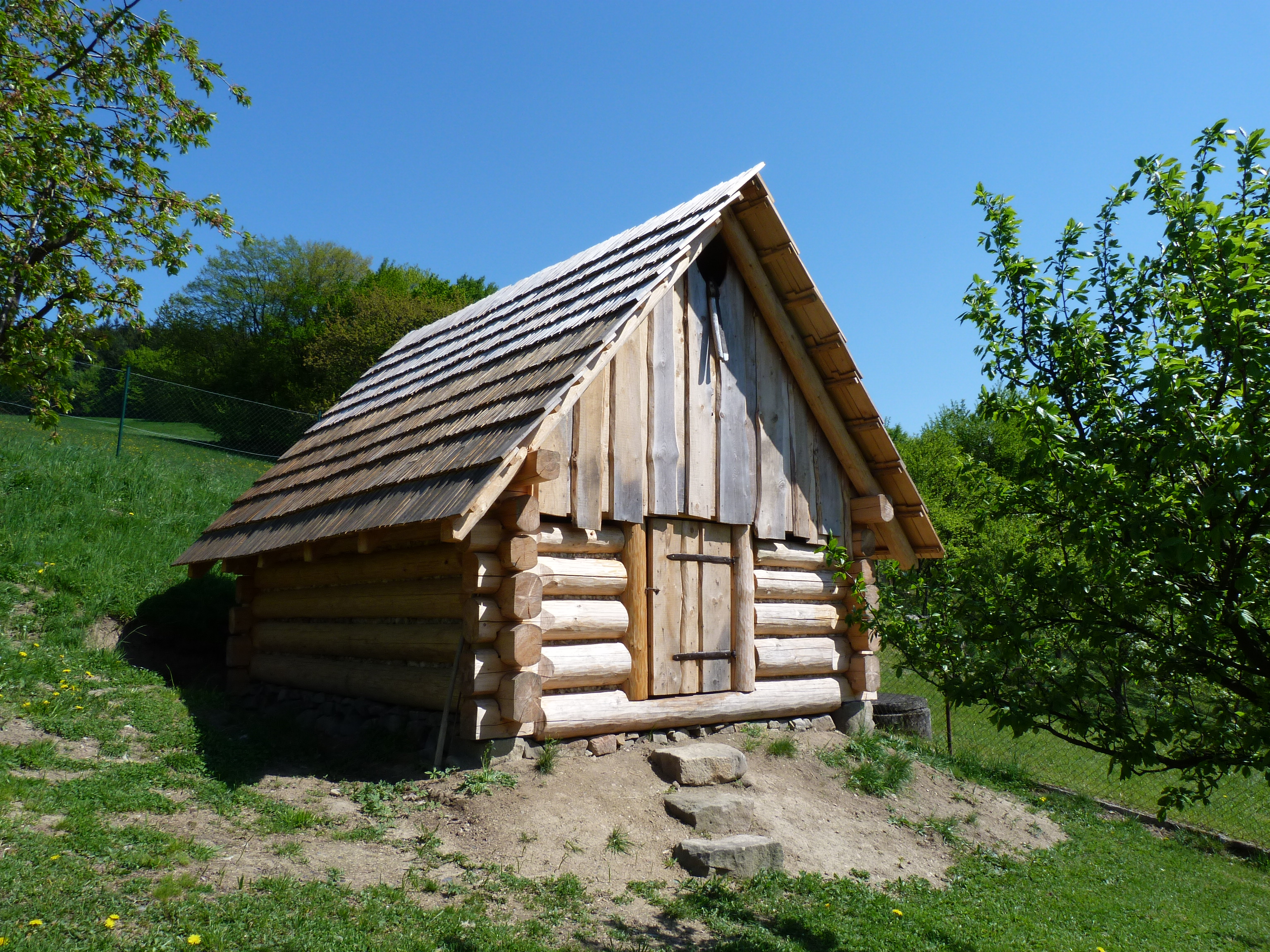
Koliba w Czechach

Koleba, koliba, kolyba,  –  określenie sezonowego schroniska dla pasterzy, myśliwych i drwali; Użycie w tym znaczeniu powszechne w górzystych rejonach Karpat  – w polskiej części Karpat synonim słów szałas  oraz bacówka i odnosi się najczęściej do drewnianej chaty, będącej schronieniem dla pasterzy, zwykle bez komina, z otwartym paleniskiem (watra), z którego dym wydobywa się bezpośrednio przez szczeliny między belkami z bali a spoinami w dachu.
Pojęcie znane na całym Podkarpaciu w znaczeniu „szałas pasterski” lub „przenośna budka do spania przy owcach obok koszaru”; w Cieszyńskiem i na Podhalu w znaczeniu „schronienie pod skałą; szałas, szopa; bacówka, chata pasterska w górach”, w niektórych regionach rozumiane jako zwykła chata. Dla odróżnienia od chatki dla formacji naturalnej stosuje się określenie koleby skalnej, wcześniej koleby myśliwskiej a dla konstrukcji drewnianej nazwy: koleba pasterska – jako schronienie dla pasterzy wołów może być nazywana również kolebą wolarską.

## Etymologia
Słowo powszechne w nazewnictwie podhalańskim, tzw, karpatyzm; Słowo znane w wielu językach słowiańskich (polski: koliba, koleba kołbya, czeski i słowacki koliba, bułgarski i macedoński: kolyba, serbski: koleba / koleba, słoweński: koliba). Słowo pochodzenia wołoskiego (por. rum. colíbă „chata”), zapożyczone przez pasterzy ukraińskich i zachodniosłowiańskich za pośrednictwem rumuńskiego z południowosłowiańskiego, gdzie słowo to trafiło z greki. καλύβη („mazanka”, „chata”, „przykrycie”, „zasłona”). Wątpliwa trasa mediacyjna z tureckiego słowa kulübe.